# 7680 Cari
7680 Cari eller 1996 HB är en asteroid i huvudbältet som upptäcktes den 16 april 1996 av Santa Lucia Stroncone-observatoriet i Stroncone. Den är uppkallad efter Amleto Cari.
Asteroiden har en diameter på ungefär 11 kilometer.